# Дикое поле (фильм, 2018)
«Ди́кое по́ле» — украинский драматический фильм режиссёра Ярослава Лодыгина, снятый по мотивам романа Сергея Жада́на «Ворошиловград». Ещё до начала съёмок Лодыгин и Жадан договорились, что книгу и фильм следует разграничить, поскольку это два разных вида произведений. Оба они сошлись на том, что литературный первоисточник «следует оставить позади».

## Синопсис
Герман вынужден вернуться в свой родной городок на Донбассе. Его старший брат исчез, и теперь герою придётся защищать семейный бизнес — старую бензоколонку. Вместе с ней — друзей детства и свою любовь от тех, кто захватывает кусок за куском землю, превращая её в кукурузные поля и железную дорогу, которая никуда не ведёт.

### Первоисточник: роман «Ворошиловград»
Сюжет ленты основан на романе Сергея Жадана «Ворошиловград». Однако режиссёр Ярослав Лодыгин и автор первоисточника Сергей Жадан договорились ещё до начала съемок ленты что книгу и фильм следует разграничить, поскольку это два разных вида произведений и книгу «следует оставить позади»

## В главных ролях
| Актёр              | Роль               |
| ------------------ | ------------------ |
| Олег Москаленко    | Герман             |
| Владимир Ямненко   | Коча               |
| Алексей Горбунов   | Пастор             |
| Руслана Хазипова   | Оля                |
| Евгения Муц        | Катя               |
| Георгий Поволоцкий | Травма             |
| Игорь Портянко     | Николай Николаевич |
| Сергей Жадан       | камео              |

## Производство
Бюджет
Бюджет ленты составил 31 млн грн. (1100000 евро, 1200000 долларов США). В 2016 году проект фильма стал победителем девятого питчинга Госкино Украины, где фильм получил ₴ 15500000 госбюджетных средств. Впоследствии на питчинг в Котбусе (Coco Best Pitch Award и Coco Producers Network Award) фильм дополнительно получил € 1,5 тыс. В марте 2018 года стал известно, что в 2017 году фильм также собрал более ₴ 1000000 (40000 швейцарских франков) на швейцарской краудфандинговой платформе «wemakeit.com». Также к финансированию фильма присоединились компании «Киевстар», неназванный Фонд и ТРК Украина.

## Съемки и постпродакшн
Съемки начались 31 июля 2017 в Старобельске — родном городе Сергея Жадана, в котором и происходят события, описанные в романе. Съемки в Старобельске длились чуть больше месяца, после чего продолжились в Киеве и закончились в конце сентября 2017 года. После окончания съемок, начался монтаж ленты который продолжался вплоть до начала весны 2018 года. 4 сентября 2018 производители представили готовую ленту Госкино Украины.

## Язык фильма
Создатели фильма сделали сознательное решение включить в ленту русский язык и суржик, смесь русского и украинского. Украинский язык в фильме можно услышать только из уст нескольких персонажей; львиная доля героев говорит или на русском, или на, максимально приближенном к русскому языку, суржике. «Дикое поле» стал вторым полнометражным фильмом в истории украинского кинематографа, после фильма «Припутні» (2017), где почти все актёры говорят на суржике. Снимать фильм на суржике решил режиссёр Ярослав Лодыгин. По словам Лодыгина «большинство героев будут говорить […] суржиком. Люди с высшим образованием говорить на чистом украинском или на чистом русском, но поскольку количество таких героев небольшое, то большинство будут говорить на суржике.» Лодыгин также отметил что" сам Старобельск [где происходят действия фильма] окружен украиноязычными селами, где встречается огромное количество суржика".
После появления первого трейлера фильма, где большинство актёров разговаривали на суржике, близкому к русскому языку, в украинском информпространстве негативно отреагировали на это назвав это проявлением «языково—шизофреничного тренда». Впоследствии журналисты издания «Хроники» иронически утверждали, что «наши сограждане […] любят обвинять создателей фильмов в насаждении» языковой шизофрении, «если в картине звучит суржик (особенно досталось недавнему „Дикому полю“)».

## Саундтрек
Большинство музыкальных тем к фильму написал пианист Фима Чупахин. Также в создании музыки к фильму принял участие Олег Каданов, известный по проектам «Оркестр Че» и «Мантры Керуака».